# San Damiano Macra
San Damiano Macra (San Damian in piemontese, Sant Damian in occitano) è un comune italiano di 416 abitanti della provincia di Cuneo in Piemonte.

## Geografia fisica

### Lago di San Damiano Macra
Si tratta di un piccolo bacino artificiale localizzato a sud del centro abitato, a ca. 700 m s.l.m.
Nasce dallo sbarramento del torrente Maira, ad opera di una piccola diga idroelettrica.
Mediamente ca. 6,3 m³/s d'acqua del torrente vengono qui deviati e incanalati tramite condotte forzate fino a raggiungere la centrale elettrica di Dronero.
Il volume utile di questo bacino è di 0,29 milioni di m³.

## Storia
San Damiano è situato nella parte bassa della Valle Maira; comprende il territorio degli ex comuni di Pagliero, Lottulo e Paglieres.
Le prime tracce della sua esistenza sono rintracciabili nell'atto di fondazione dell'abbazia di Caramagna Piemonte, del 1028.
Come la maggior parte dei paesi della valle, San Damiano fu parte dei possedimenti dei Marchesi di Saluzzo, nel XII secolo, in seguito dei Savoia.
Nel XVII secolo, per cercare di arginare l'eresia calvinista che dilagava in valle, fu costruito un convento di padri cappuccini, come avvenuto ad Acceglio e a Dronero.
A causa delle lotte civili, conseguenti alle rappresaglie attuate dai Savoia (Carlo Emanuele I) contro gli eretici e a causa della peste del 1716, la popolazione, decimata, di San Damiano e quella di Pagliero si unirono in un unico comune.

### Onorificenze
San Damiano Macra è tra le città decorate al valor militare per la guerra di liberazione, insignito della croce di guerra al valor militare per i sacrifici delle sue popolazioni e per l'attività nella lotta partigiana durante la seconda guerra mondiale:

## Monumenti e luoghi d'interesse
Sono rimaste poche tracce del passato artistico di questo paese, sia per l'incendio appiccato dai tedeschi, per rappresaglia, il 30 luglio 1944, sia per il prendere piede dell'edilizia moderna, che non ha salvaguardato il patrimonio delle costruzioni di epoca medievale.
Esempi ancora esistenti sono alcune bifore e facciate a vela di alcuni vecchi palazzi; si può osservare lo stemma della famiglia Berardi del 1507, su una lapide ottagonale di una fontana di pietra.
La parrocchiale dei Santi Cosma e Damiano è stata rimaneggiata nel corso dei secoli: il portale, scolpito dai fratelli Zabreri, fa parte della costruzione originale, risalente al Quattrocento.

## Società

### Evoluzione demografica
Abitanti censiti

## Cultura
A San Damiano Macra canta la Corale La Reis, coro maschile "di montagna".

## Economia
San Damiano è sede dell'Unione Montana Valle Maira.
L'economia locale trae giovamento dallo stabilimento di imbottigliamento dell'acqua minerale.

## Amministrazione

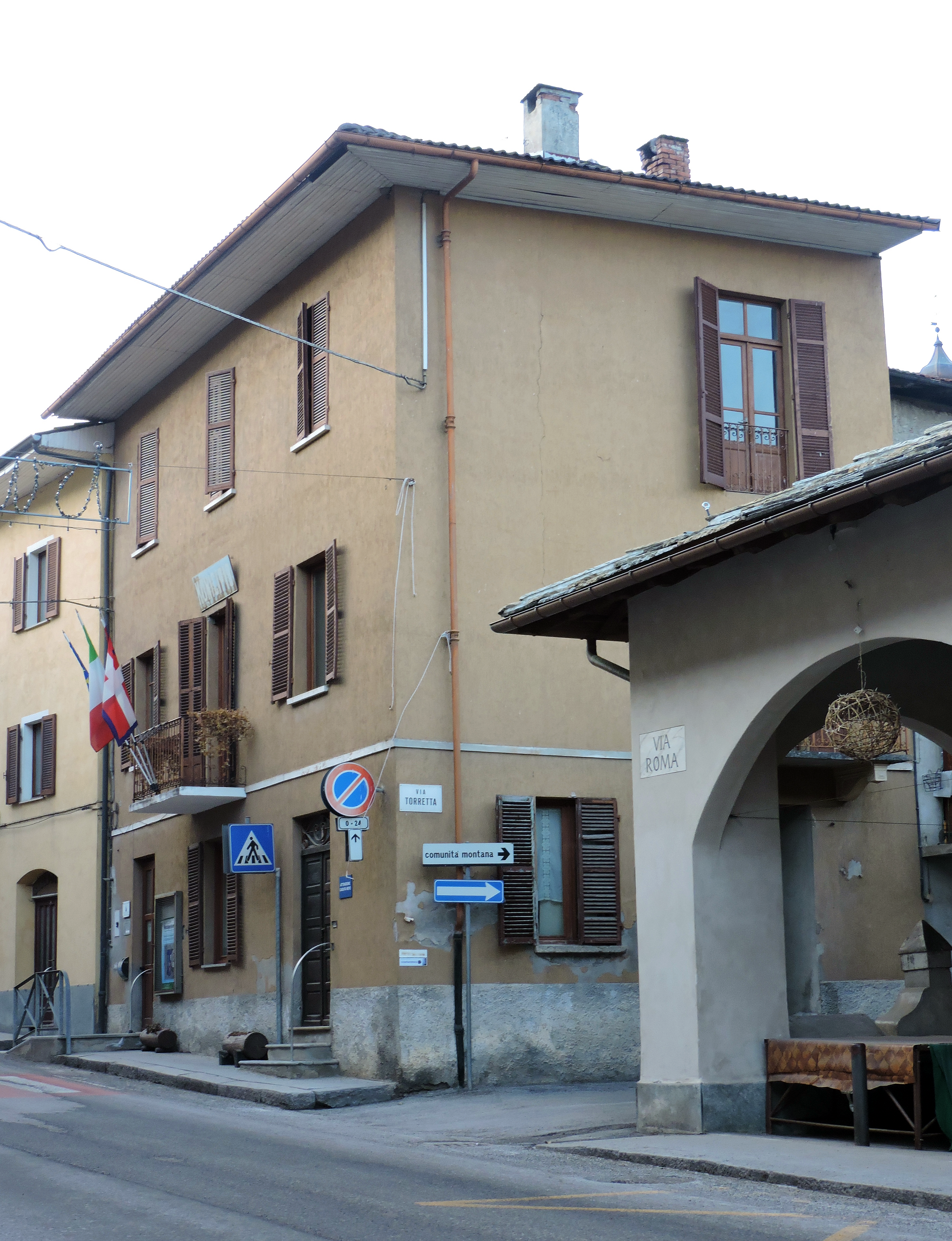
Il municipio

Di seguito è presentata una tabella relativa alle amministrazioni che si sono succedute in questo comune.
| Periodo        | Periodo        | Primo cittadino | Partito                     | Carica  | Note  |
| -------------- | -------------- | --------------- | --------------------------- | ------- | ----- |
| 8 luglio 1985  | 22 maggio 1990 | Cesare Garino   | Partito Socialista Italiano | Sindaco | [ 8 ] |
| 22 maggio 1990 | 24 aprile 1995 | Diego Durando   | lista civica                | Sindaco | [ 8 ] |
| 24 aprile 1995 | 14 giugno 1999 | Diego Durando   | lista civica                | Sindaco | [ 8 ] |
| 14 giugno 1999 | 14 giugno 2004 | Diego Durando   | lista civica                | Sindaco | [ 8 ] |
| 14 giugno 2004 | 8 giugno 2009  | Michele Garnero | lista civica                | Sindaco | [ 8 ] |
| 8 giugno 2009  | 26 maggio 2014 | Michele Garnero | centro-sinistra             | Sindaco | [ 8 ] |
| 26 maggio 2014 | 27 maggio 2019 | Diego Durando   | lista civica                | Sindaco | [ 8 ] |
| 26 maggio 2019 | in carica      | Giorgio Gianti  | lista civica                | Sindaco | [ 8 ] |

### Gemellaggi
- Ovodda[senza fonte] dal 30 settembre 2022

### Altre informazioni amministrative
San Damiano Macra faceva parte della comunità montana Valli Grana e Maira.

## Sport
A.C. Sandamianese: società calcistica del paese; fondata nel 1969 da Lodovico 'Vicu' Lombardo.
I colori sociali erano il giallo-verde e l'arancio-verde ma dal 2002, anno della rifondazione. compiuta per opera di Paolo Garnero, i colori sociali sono il grigio-giallo.
La vecchia società ha militato nei minori campionati organizzati dalla F.I.G.C.; la nuova società, dopo 16 anni di militanza nel campionato ACSI di Cuneo, culminati con la vittoria dello stesso, nella stagione 2016-2017, dalla stagione 2018-2019, sotto l'impulso e la voglia di un gruppo di giovani calciatori del paese, si è decisa a riprendere l'avventura in F.I.G.C., ripartendo dalla Terza Categoria.
Il vecchio impianto era situato in vicinanza dello stabilimento di imbottigliamento dell'acqua minerale ma dal 1996, anno in cui è stato costruito un piccolo centro sportivo - composto da palestra, campo da calcio a 5 e campo da tennis - è stato demolito, per far spazio a un nuovo impianto comunale, costruito 100 metri più a nord.
La dirigenza della squadra, iscritta al campionato ACSI Cuneo fino alla stagione 2017-2018, era così composta: Paolo Garnero presidente-allenatore, Gianni Olivero vicepresidente.
Il capitano della squadra è Eugenio Palumbo.
Il nuovo staff dirigenziale e tecnico, a partire dalla stagione 2018-2019, è così composto: Mirko Bontempi (presidente); Eugenio Palumbo (vice-presidente); Luca Sconcia (direttore sportivo); Davide Marino (allenatore).

## Galleria d'immagini

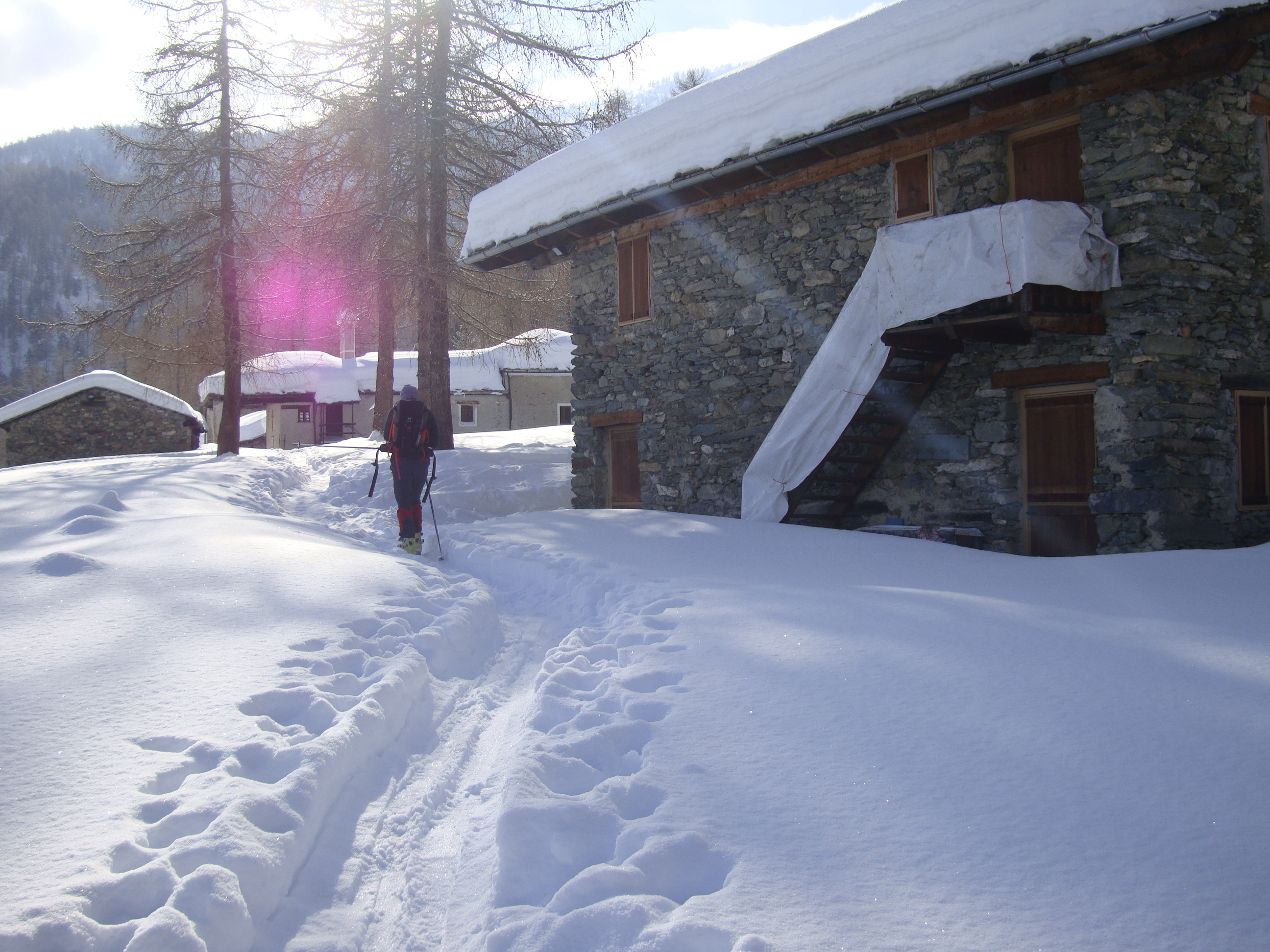
Borgata Tenou
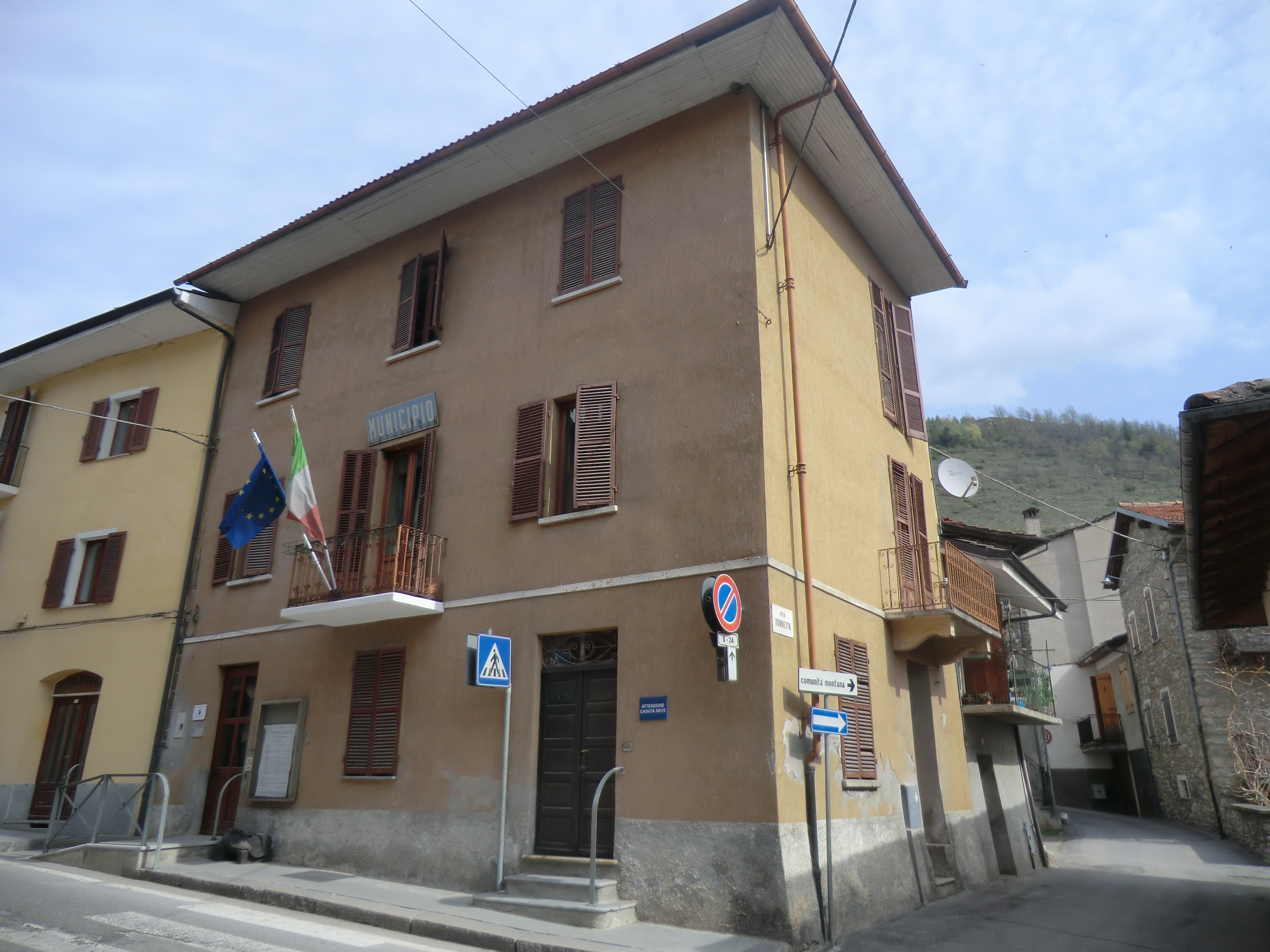
Municipio
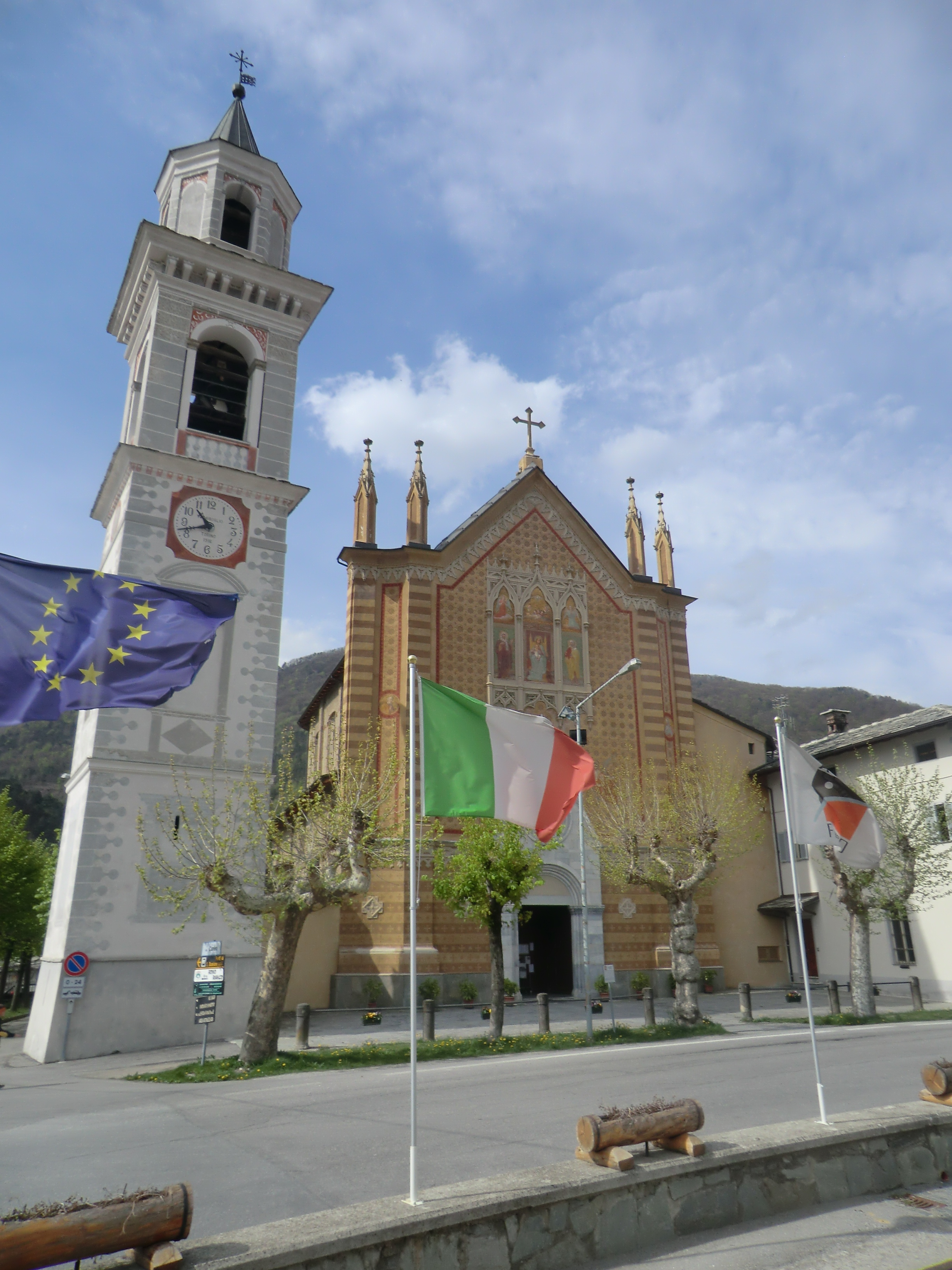
Chiesa parrocchia dei santi Cosma e Damiano